# John Frederick Charles Fuller
Pour les articles homonymes, voir Fuller.
John Frederick Charles Fuller dit J. F. C. Fuller, né le 1er septembre 1878 à Chichester et mort le 10 février 1966, est un officier de l'armée de terre britannique, historien militaire et stratège britannique.
Il est notable en tant que théoricien pionnier de l'utilisation de véhicules militaires blindés et comme l’un des grands personnages de l’histoire du char de combat.

## Carrière
Son père est un clergyman de l'église anglicane du Sussex et sa mère, Thelma de la Chevallerie, est une Française élevée près de Leipzig dans le royaume de Saxe.
Il est élève à l'Académie royale militaire de Sandhurst de 1897 à 1898. Il intègre ensuite le 1er bataillon du Oxfordshire and Buckinghamshire Light Infantry en 1899 et sert en Afrique du Sud de 1899 à 1902 durant la guerre des Boers où à partir de novembre 1901 il devient l'officier de renseignement de son régiment et commande deux sections de reconnaissance. Il sera ensuite affecté aux Indes britanniques jusqu’en 1907. Il épouse en décembre 1906 Margarethe Auguste Karnatz, une Polonaise allemande élevée à Hambourg et qui immigra en Australie. Ils n'ont pas eu d'enfant.
Lors de la Première Guerre mondiale, il arrive en France en 1915 et se demande comment retrouver la mobilité opérative dans le contexte de la guerre de tranchées. Il est le chef des opérations du Tank Corps entre décembre 1916 et mai 1918. Il propose un raid blindé sur Cambrai qui se transforme en offensive de 381 chars dans ce qui est la première attaque massive de chars de combat de l'Histoire. 
Il conçoit le plan 1919 (en) prévoyant une vaste offensive blindée en 1919 préfigurant la guerre blindée moderne. Ses travaux ont inspiré, entre autres, Heinz Guderian et la conception de la Blitzkrieg ainsi que George Patton. En 1919, il a le grade de colonel.
Il quitte l'armée au grade de major-général en 1933 après avoir tenté en vain de réorganiser l'armée britannique selon ses vues d'une armée mécanisée avec le char de combat en élément principal théorisé en 1924-1925 lors de ses conférences sur « Les fondations de la science de la guerre ». Il influence alors des officiers britanniques comme Eric Dorman-Smith dont la carrière est elle aussi mouvementée.
Sa notoriété est telle qu’il est le seul étranger invité aux premières manœuvres d’une Panzerdivision allemande en 1935. Il sera reporter durant la seconde guerre italo-éthiopienne et la guerre civile espagnole.
Il est aussi l'inventeur du « clair de lune artificiel », un éclairage intense du champ de bataille permettant de localiser l'ennemi lors des attaques nocturnes et mis en pratique grâce à des projecteurs lors de la Première et de la Seconde Guerre mondiale.
Anticommuniste, dans les années 1930, il se rallie à l'Union britannique des fascistes après avoir quitté l'armée, devient l'un des membres de son bureau politique et l'un des plus proches alliés de Oswald Mosley. Il est aussi un grand admirateur de l'écrivain et occultiste Aleister Crowley et membre de l’ordre magique Astrum Argentum.
Le 20 avril 1939, Fuller est invité d'honneur au défilé du cinquantième anniversaire d'Adolf Hitler. Il y voit pendant trois heures une armée complètement motorisée et partiellement mécanisée. Au cours de la réception qui suit, Hitler lui demande : « J'espère que vous êtes content de vos enfants ? », Fuller répond : « Votre Excellence, depuis que vous les avez fait grandir, je ne les reconnais plus. »
Son œuvre compte quarante-huit livres et près de cent-vingt articles majeurs, outre quatre-vingts conférences entre 1923 et 1924 alors qu’il est directeur de l'instruction au Staff College, Camberley (en) et ses notes tactiques pendant la Première Guerre mondiale.
Au cours de la Seconde Guerre mondiale, Fuller fut considéré comme suspect du fait de ses sympathies nazies. Il continua à s’exprimer en faveur d’un règlement pacifique avec l’Allemagne. Alan Brooke dans son journal note que « le directeur de la sécurité l’avait invité à discuter de Fuller et de ses activités nazies ». Brooke estimait qu’il ne pensait pas que Fuller « avait des intentions non patriotiques ». Bien qu’il ne fût pas interné ou arrêté, il fut le seul officier de haut rang à ne pas être rappelé sous les drapeaux durant la guerre. On pense qu’il ne fut pas incarcéré en mai 1940 comme d’autres membres de la BUF du fait de ses liens avec le général Edmund Ironside et d’autres officiers supérieurs. Mosley reconnut lui-même avoir été étonné que Fuller ne fût pas emprisonné.
Fuller passa ses dernières années en homme aigri avec le sentiment que le mauvais camp avait gagné la guerre. En 1961 parut une nouvelle édition de The Reformation of War. Il y exprima la croyance qu’Hitler était le sauveur de l’Occident contre l’Union soviétique et que Churchill et Roosevelt étaient trop stupides pour le comprendre. Fuller mourut à Falmouth en 1966.

## Œuvres
- The Star in The West: a critical essay upon the works of Aleister Crowley, Walter Scott Publishing Co., Londres, 1907
- La préparation du soldat à la guerre, Éditions Brèches, 2013 ((en) Training Soldiers for War, 1914)
- The application of recent developments in Mechanics and other Scientific knowledge to preparation and training for Future War on Land., 1919, essai, médaille d'or du prix de la Royal United Services Institute
- Tanks in Great War, 1914-1918, John Murray, Londres, 1920
- The Reformation of War, Hutchinson & Co, Londres, 1923
- Sir John Moore's system of training, Hutchinson & Co, Londres, 1925
- British light infantry in the eighteen century, Hutchinson & Co, Londres, 1925
- Atlantis: America and the Future, Kegan Paul and Co, Londres, 1926
- Yoga: a study of the mystical philosophy of the Brahmins and Buddhists, W. Rider, Londres, 1925
- The foundations of the science of war, Hutchinson & Co, Londres, 1926
- Imperial Defense, 1588-1914, Hutchinson & Co, Londres, 1926
- Pegasus or Problems of Transportation, Kegan Paul and Co, 1926
- On future warfare, Kegan Paul and Co, 1928
- The Generalship of Ulysses S. Grant, Murray, Londres, 1929
- India in revolt, Eyre and Spottiswoode, Londres, 1931
- Lectures  on FSR II, Sifton Pread, Londres, 1931
- Lectures  on FSR III, Sifton Pread, Londres, 1932
- The dragon's teeth, Constable and Co, Londres, 1932
- Général Grant: A biography for Youngs Americans, Dodd Meare, New York, 1932
- War and Western ciilization, 1832-1932, Duckworth and Co, Londres, 1932
- Grant & Lee: A study in personality and generalship, Eyre & Spottiswoode, Londres, 1933
- Empire, Unity and Defense, Arrowsmith, Bristol, 1934
- The Army in my time, Rich and Cowan, Londres, 1935
- The First of the League Wars: A study of the Abyssinian War, its lessons and omens, Eyre and Spottiswoode, Londres, 1936
- Memoirs of an Unconventional Soldier, Nicholson and Watson, Londres, 1936
- Towards Armageddon, Loved Dickson, Londres, 1937
- The last of the gentlemen's war, Faber and Faber, Londres, 1937
- The Secret Wisdom of the Qabalah: A Study in Jewish Mystical Thought, Rider, Londres, 1937
- The conquest of red Spain, Burns, Oates and Co, Londres, 1937
- Decisive battles, 2 volumes, Eyre and Spottiswoode, Londres, 1939-1940
- Das Problem Europa: Ein englischer Soldat über den Sinn des Krieges, Nibelungen-Verlag, Berlin, 1940
- Machine Warfare,  Hutchinson & Co, Londres, 1941
- Decisive battles of the United States, Hutchinson & Co, Londres, 1942
- Armored Warfare, Eyre and Spottiswoode, Londres, 1943
- Warfare Today: How modern battled are planned and fought on Land, at Sea in the Air, Odhams, Londres, 1944
- Watchwords, Skeffington and Son, Londres, 1945
- Thunderbolts, Skeffington and Son, Londres, 1946
- Armament and history, Eyre and Spottiswoode, Londres, 1946
- The Second World War, 1939–45: A Strategical and Tactical History, Eyre and Spottiswoode, Londres, 1948
- How to defeat Russia, Eyre & Spottiswoode, Londres, 1951
- Russia is not invincible, Eyre & Spottiswoode, Londres, 1951
- The decivise battles of the Western World and their influence ou A Military History of the Western World, 3 volumes, Funk & Wagnalls, 1954–1956
- The Generalship of Alexander the Great, Eyre & Spottiswoode, Londres, 1958
- La conduite de la guerre de 1789 à nos jours: étude des répercussions de la Révolution Française, de la révolution industrielle et de la Révolution Russe sur la guerre et la conduite de la guerre, Payot, 1963 (The Conduct of War, 1789–1961: A Study of the Impact of the French, Industrial, and Russian Revolutions on War and Its Conduct, Rutgers University Press, New Brunswick (New Jersey), 1961)
- Julius Ceasar: man, soldier and tyrant, Eyre and Spottiswoode, Londres, 1965